# Calmanesia methueni
Calmanesia methueni là một loài chân đều trong họ Armadillidae. Loài này được Collinge miêu tả khoa học năm 1922.